# Jepangrejo
Jepangrejo is een bestuurslaag in het regentschap Blora van de provincie Midden-Java, Indonesië. Jepangrejo telt 4906 inwoners (volkstelling 2010).